# Papirus Oxyrhynchus 19
Papirus Oxyrhynchus 19 oznaczany jako P.Oxy.I 19 – fragment pierwszej księgi (rozdział 76) Dziejów Herodota napisany w języku greckim. Papirus ten został odkryty przez Bernarda Grenfella i Arthura Hunta w 1897 roku w Oksyrynchos. Fragment jest datowany na II lub III wiek n.e. Przechowywany jest w Curator of Manuscripts biblioteki Uniwersytetu Princeton (AM 1093). Tekst został opublikowany przez Grenfella i Hunta w 1898 roku.
Manuskrypt został napisany na papirusie, prawdopodobnie w formie zwoju. Rozmiary zachowanego fragmentu wynoszą 12,5 na 8 cm. Fragment zawiera 16 linijek tekstu. Tekst jest napisany małym, kwadratowym pismem uncjalnym.